# Stupeň B1059 Falconu 9
Stupeň B1059 Falconu 9 je první stupeň rakety Falcon 9 vyráběné společností SpaceX, jedná se o čtrnáctý exemplář verze Block 5. Tento raketový stupeň letěl poprvé v prosinci 2019. Do vesmíru vynesl kosmickou loď Dragon na misi CRS-19, která dopravila zásoby na Mezinárodní vesmírnou stanici (ISS). Po vynesení nákladu se první stupeň vrátil zpět a přistál na autonomní plovoucí přistávací plošině OCISLY, která jej očekávala 345 km od pobřeží Floridy. Kvůli plánovanému experimentálnímu šestihodinovému pobytu druhého stupně na oběžné dráze spotřeboval první stupeň více paliva a nemohl se vrátit na pevninu a přistát na přistávací ploše LZ-1. K druhému letu došlo 7. března 2020, opět při misi CRS. Tentokrát stupeň přistál klasicky na pevnině na přistávací ploše LZ-1. 
Pošesté letěl 16. února 2021, kdy byla vynesena další várka satelitů Starlink. Přistání bylo neúspěšné, příčinou byl průnik horkých plynů z motorů skrz díru v krytu v jednom z devíti motorů. Horké plyny se dostaly do míst mimo motor, kde neměly co dělat. Z toho důvodu byl jeden motor vypnut automaticky už při letu na orbitu, zbylých 8 motorů Merlin ale ztrátu vykompenzovalo a mise tak byla úspěšná. Ztráta jednoho motoru ale znamenala, že stupeň neměl dostatek potřebné energie na zbrzdění letu, tudíž stupeň nemohl bezpečně přistát a byl zničen po dopadu do oceánu nedaleko plovoucí přistávací plošiny OCISLY.  Kryty, které byl použit na tomto stupni, měly za sebou více letů než kterékoliv jiné kryty stejného designu. SpaceX tímto testuje, jaká je skutečná životnost jednotlivých dílů prvních stupňů rakety Falcon 9.  Přistání prvního stupně se nepodařilo po rekordní šňůře 24 úspěšných přistání v řadě.

## Historie letů
| Číslo použití | Datum startu (UTC) | Let číslo | Doba mezi starty | Náklad          | Start | Místo startu | Přistání | Místo přistání    | Poznámky                                 |
| ------------- | ------------------ | --------- | ---------------- | --------------- | ----- | ------------ | -------- | ----------------- | ---------------------------------------- |
| 1             | 5. prosince 2019   | 76        | —                | SpaceX CRS-19   |       | CCAFS SLC-40 |          | OCISLY            |                                          |
| 2             | 7. března 2020     | 82        | 93 dní           | SpaceX CRS-20   |       | CCAFS SLC-40 |          | LZ-1              |                                          |
| 3             | 13. června 2020    | 87        | 98 dní           | Starlink V1 L8  |       | CCAFS SLC-40 |          | OCISLY            |                                          |
| 4             | 30. srpna 2020     | 92        | 78 dní           | SAOCOM 1B       |       | CCAFS SLC-40 |          | LZ-1              |                                          |
| 5             | 19. prosince 2020  | 103       | 111 dní          | NROL-108        |       | KSC LC-39A   |          | LZ-1              |                                          |
| 6             | 16. února 2021     | 108       | 59 dní           | Starlink v1-L19 |       | CCAFS SLC-40 |          | OCISLY: NEÚSPĚŠNÉ | Stupeň dopadl do oceánu nedaleko OCISLY. |